# Оранџвејл (Калифорнија)
Оранџвејл (енгл. Orangevale) насељено је место без административног статуса у америчкој савезној држави Калифорнија.

## Демографија
По попису из 2010. године број становника је 33.960, што је 7.255 (27,2%) становника више него 2000. године.
| Група             | 2000.          | 2010.          |
| Белци             | 22.759 (85,2%) | 27.665 (81,5%) |
| Афроамериканци    | 301 (1,1%)     | 463 (1,4%)     |
| Азијати           | 656 (2,5%)     | 1.040 (3,1%)   |
| Хиспаноамериканци | 1.816 (6,8%)   | 3.448 (10,2%)  |
| Укупно            | 26.705         | 33.960         |